# ジェームズ・チェイノス
ジェームズ・チェイノス（James Chanos、1957年12月24日 - ）は、アメリカのヘッジファンドマネージャーである。イェール大学で経済学の学位を習得し、シカゴでアナリストとして勤務。投資助言会社のKynikos Associatesの創設者であり、2003年より社長を務める。チェイノスの投資戦略は空売りを中心とする。エンロンの不正会計に着目して同社の空売りを行って名を馳せたが、テスラへの空売りは失敗に終わり、自身のファンドの閉鎖に追い込まれた。